# Jean-Baptiste Vanhal
Jean-Baptiste Vanhal (en tchèque : Jan Křtitel Vaňhal) est un compositeur bohémien, né le 12 mai 1739 à Nechanice en royaume de Bohême et mort le 20 août 1813 à Vienne.

## Biographie
Fils d'un fermier de Bohême, il étudie d'abord l'orgue avec Erban, Cantor (Kapellmeister) de l'église de Nechanice autour de 1752. Il devient organiste à Opočno in 1757, puis chef de chœur à Hněvčeves en 1759.
En 1761, sur invitation de la comtesse Schaffgotsch, il se rend à Vienne. Dans la capitale de l'Empire, il reçoit des leçons de composition de Karl Ditters von Dittersdorf.
De 1769 à 1771, il séjourne en Italie où il compose son premier opéra sous l'influence de Florian Leopold Gassmann. Il rencontre également Gluck.
De 1772 à 1780, pour des raisons de santé, il séjourne sur les terres du comte Johann Erdődy en Hongrie.
À partir de 1780, il s'installe définitivement à Vienne.
Vanhal compte parmi les premiers compositeurs ayant pu vivre de leur enseignement et du profit de leurs œuvres. Un de ses élèves illustres est Ignace Pleyel. Auteur de très nombreuses partitions vocales et surtout instrumentales, il joua un rôle important dans l'évolution de la symphonie (il en laissa plus d'une centaine). Ses ouvrages en ce genre frappent souvent par une teinte mélancolique qui fait de lui un des meilleurs représentants du Sturm und Drang en musique. Des diverses étapes de l'évolution de Joseph Haydn, celle-ci semble l'avoir attiré tout particulièrement. Sa symphonie en sol mineur de 1768 environ, notamment, forme avec la 39e symphonie de Haydn et la 25e symphonie de Mozart, à peu près contemporaines et dans la même tonalité, une remarquable et très intéressante trilogie.

## Œuvres
Parmi ses 1 300 compositions, on compte de très nombreuses partitions vocales (messes, requiem, motets et 2 opéras) et surtout instrumentales, dont 54 quatuors, environ 30 concertos, plus de 100 symphonies, des sonates, divertissements, sérénades, de nombreuses pièces pour piano (2 et 4 mains) et musique de chambre.
Un catalogue thématique de ses œuvres a été publié en 1997 par le musicologue Paul Bryan (en).
- Quatuor à cordes en mi bémol majeur (1785)

### Symphonies
Parmi ses symphonies publiées :
- 4 Symphonies, op. 10 (Paris, 1771)
- 3 Symphonies, op. 16 (Paris, 1773)
- 2 Symphonies, op. 17 (Paris, 1773)
- 6 Symphonies, op. 23 (Paris, 1776)
- 6 Symphonies, op. 25 (Paris, 1780)

On dénombre presque une centaine de symphonies sans numéro d'opus, distinguées dans le catalogue Bryan par leurs tonalités en anglais suivi d'un numéro distinctif :
- Symphonie en do majeur « Il comista », Bryan C11
- Symphonie en mi bémol majeur « La tempête », Bryan Eb1
- Symphonie en do majeur, Bryan C1 (Paris, 1763)
- Symphonie en do majeur, Bryan C9 (1773)
- Symphonie en sol mineur, Bryan g1
- Symphonie en sol mineur, Bryan g2

### Musique concertante
Bryan évalue à près de 53 les œuvres concertantes écrites par Vanhal, pour des instruments très variés :
| Instrument soliste    | Nombre |
| --------------------- | ------ |
| Piano                 | 19     |
| Violon                | 15     |
| Flute                 | 11     |
| Violoncelle, Basson   | 4      |
| Alto                  | 3      |
| Hautbois, Contrebasse | 1      |

Six concertos pour piano publiés :
- Concerto pour piano no 1 (Vienne, 1785)
- Concerto pour piano no 2 (Londres, 1788)
- Concerto pour piano no 3 (Londres, 1788)
- Concerto pour piano no 4 (Offenbach, 1789)
- Concerto pour piano no 5 (Mayence, 1780)
- Concerto pour piano no 6 (Vienne, 1808)

Trois concertos pour flûtes :
- Concerto pour flûte no 1 en la majeur
- Concerto pour flûte no 2 en si bémol majeur (Paris, 1782)
- Concerto pour flûte no 3 en mi bémol majeur (Paris, 1782)

### Opéras
Deux opéras complets en collaboration avec le librétiste Pietro Metastasio :
- Il Demofoonte (Rome, 1770)
- Il trionfo di Clelia (Rome, 1770)

## Discographie sélective
- 1996 : Symphonies, Concerto Köln, dir. Werner Ehrhardt (Teldec, Das Alte Werk)
- 2004 : Symphony in G minor sur le CD Baroque Bohemia & Beyond : Vaňhal - Dušek - Brixi - Vranický, Czech Chamber Philharmonic, dir. Vojtěch Spurný (Alto ALC 1002)
- 2005 : Symphonie en ré mineur sur le CD Baroque Bohemia & Beyond : Benda - Bárta - Richter - Stamic - Vaňhal, Czech Chamber Philharmonic, dir. Vojtěch Spurný (Alto ALC 1001)
- 2005 : Symphonies, Vol. 3 , Toronto Camerata, dir. Kevin Mallon (Naxos)
- 2005 : Classic Sonatas, sonates de Charles Bochsa, Jean-Baptiste Vanhal, Édouard Du Puy et Anton Eberl, par Karl Leister à la clarinette et Ferenc Bognár au piano (Camerata CM-28060, 2004)
- 2008 : Symphonies, Vol. 4, Toronto Chamber Orchestra, dir. Kevin Mallon (Naxos)